# Modderena nkomati
Modderena nkomati är en insektsart som beskrevs av Pieter D. Theron 1984. Modderena nkomati ingår i släktet Modderena och familjen dvärgstritar. Inga underarter finns listade i Catalogue of Life.